# Clavo de fundación

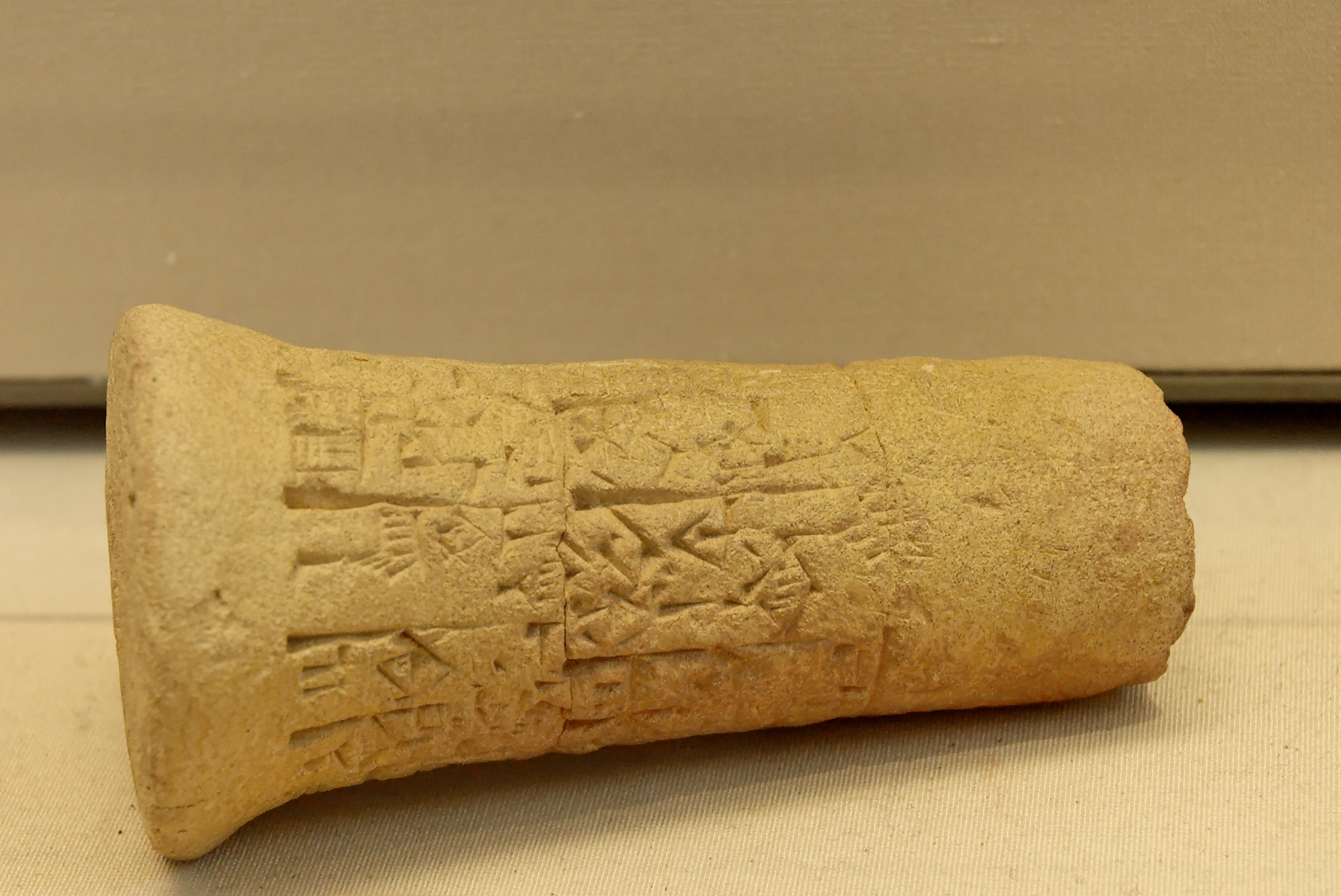
Clavo de fundación de arcilla dedicado por Entemena, rey de Lagash, al dios de Bad-Tibira, c. 2400 a. C..

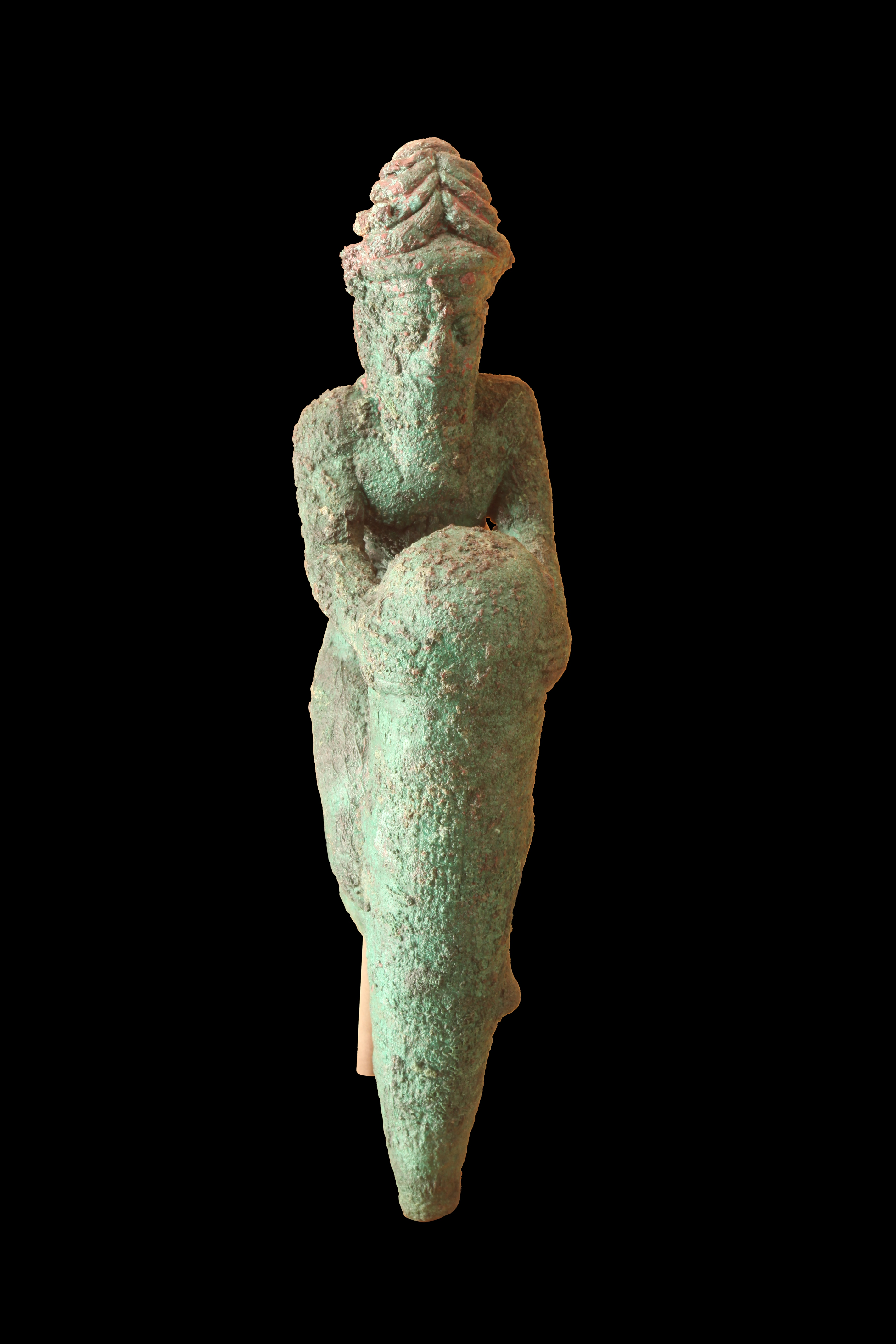
Clavo de fundación de cobre con la figura de un dios de rodillas, poniendo un clavo, con una dedicación de Gudea a Ningirsu.

En Mesopotamia, un clavo de fundación, clavo de consagración o clavo de dedicación es una pequeña escultura, usualmente en arcilla, que lleva textos inscritos en caracteres cuneiformes, que se embebía en las paredes de los templos o edificios para dejar constancia que eran propiedad divina del dios a quien estaban dedicados y dar solidez mágica a los mismos. 
Fueron utilizados por los sumerios y otras culturas mesopotámicas desde el III milenio a. C. Los que llevan figuras de dioses (llamados "dioses de clavo") y son de cobre o bronce, fueron realizados sobre todo en la época de Gudea, príncipe de Lagash. Se han encontrado en la casi totalidad de los templos del renacimiento sumerio. Posteriormente habría representaciones de los gobernantes locales y hay casos con representaciones de animales.
Además, conos de arcilla sin inscripciones, pintados de diferentes colores fueron utilizados por los sumerios para crear patrones decorativos de mosaico en paredes y pilares dentro de los edificios, así como para añadir fortaleza a la estructura.
En el Antiguo Egipto se utilizaban conos funerarios, en cierta forma similares, que utilizaban la base del cono, como superficie a escribir.

## Algunos clavos de fundación

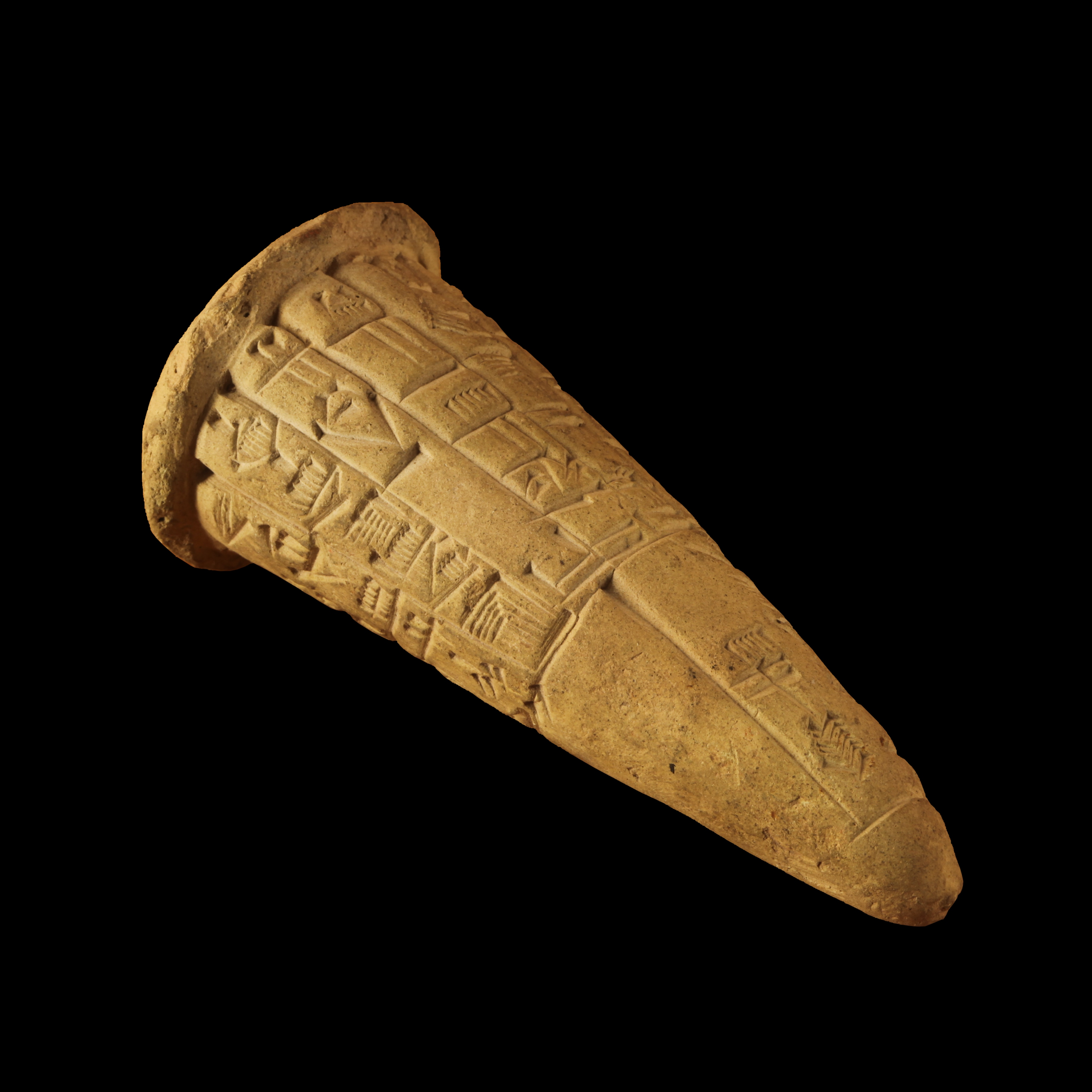
Clavo de fundación dedicado por Gudea a Ningirsu para la construcción de su templo, el E-ninnu.

Estos clavos se cuentan entre los más antiguos documentos históricos conocidos. Aunque han sido creados a demanda de los notables de la época, han permitido registrar las construcciones, las consagraciones de la obra, o las antiguas historias, que permiten conocer diferentes aspectos de las diferentes civilizaciones. 

### Rey Entemena
El clavo de fundación de Entemena, rey de Lagash en la segunda mitad del III milenio a. C., es un buen ejemplo de haber llegado a nuestros días en excelentes condiciones con una detallada historia detrás. 